# Age of Mythology
Az Age of Mythology ( AoM ) valós idejű stratégiai játék, amelyet az Ensemble Studios fejlesztett, és a Microsoft Game Studios adott ki 2002. október 30-án Észak-Amerikában, majd egy hét múlva Európában is megjelent.
A Age of Mythology, az Age of Empires sorozatából származik, és a görögök, egyiptomiak és norvég mitológiájából és legendáiból származik, azonban nem a valós történelmi eseményeken alapul. Sok játék elem hasonló a Age of Empires sorozathoz. A kampány főhőse az atlantiszi admirális Arkantos, aki kénytelen keresztül utazni a játék három kultúrájának földjein, hogy legyőzze ellenségét egy küklópszot, aki szövetkezett Poszeidónnal Atlantisz ellen.
A Mythology Age sikeres volt, négy hónappal a megjelenése után platina fokozatba kerülése után már átlépte az egymillió eladott példányt. 2003-ban egy bővítő csomag kísérte, a Age of Mythology: The Titans. 2014. május 8-án a Steam segítségével kiadták az Age of Mythology: Extended Edition a Windows számára. Ezután jött egy második bővítő csomag is, a Age of Mythology: Tale of the Dragon, ami 2016. január 28-án jelent meg.

## Játékmenet
Sok más valós idejű stratégiai játékhoz hasonlóan az Age of Mythology az ellenséges egységek és városok legyőzésén, a saját egységek és városok felépítésén, valamint a falusiak és harcosok kiképzésén alapul. Ily módon a játékosok képesek legyőzni és meghódítani a rivális városokat és civilizációkat. A játékosok a civilizációjukat négy korszakon keresztül tudják fejleszteni. A magasabb korszakba lépés új egységeket és technológiákat tesz elérhetővé a játékos számára, ami megerősíti civilizációt. A korszerűsítések erőforrásokba kerülnek, és meg kell építeni egy bizonyos épületet, ami feltétel a szintlépéshez.
Az Age of Mythology három játszható kultúrát tartalmaz: a görögök, az egyiptomiak és az északiak. Mindegyik kultúrában három "főisten" van – olyan fontos istenségek, mint Zeusz vagy Odin. A játékos a játék kezdete előtt választja meg a főistent. Minden alkalommal, amikor egy játékos a következő korszakba lép, további alacsonyabb rendű isten kerül kiválasztásra. Ezek az istenek történelmileg valamivel kevésbé jelentősek, mint főbb társaik. Néhány kisebb isten közé tartozik Básztet és Aphrodité. Minden isten egyedülálló technológiákat, mitológiai egységeket és egyedülálló "isteni erőt" ad a játékosnak – egy egyszeri speciális képességet, amely vagy az ellenfelet károsítja, vagy az azt használó játékos számára előnyös.
A mitológia korában négy fő erőforrás van: étel, fa, arany és kegy; Az Ensemble Studios korábbi játékaival ellentétben ez a játék nem tartalmazza a kőforrást. Az erőforrások felhasználhatók többek között egységek kiképzésére, épületek építésére és technológiák kutatására. Polgári egységeket – nevezetesen a görög falusiakat, a norvég gyűjtőket és törpeket, az egyiptomi munkásokat és a halászhajókat – használják fel az erőforrások összegyűjtésére. Az állatok vadászata, bogyók gyűjtése, az állatállomány betakarítása, a gazdálkodás és a halászat mind olyan módszerek, amelyekkel az ételeket össze lehet gyűjteni. A fát csak a fák darabolásával lehet összegyűjteni, az aranyat pedig az aranybányákból vagy a kereskedelemből gyűjtik. A játékosok fejlesztésseket vásárolhatnak, amelyek növelik az erőforrások összegyűjtésének arányát. A kegyet a kultúrák eltérő módon szerezik meg: a görögök templomokban imádkoznak; Az egyiptomi játékosok műemlékek építésével keresik meg; az északiak állatok vadászásával, harccal vagy hősök birtoklásával kapják meg.

### Egységek
A játék minden egysége egy és öt közötti „népességhelyet” foglal el. További házak vagy városközpontok – a játékos város főépülete – építése növeli a lakosság kapacitását, legfeljebb 300-ra növelhető.
Az egységeket hét kategóriába lehet sorolni; gyalogság, íjászok, lovasság, ostrom egységek, haditengerészeti egységek, hősök és mitológiai egységek (szörnyek és más mitológiai lények). A kő-papír-olló modell a csata legtöbb egységét irányítja. Például a gyalogság több kárt okoz a lovasságnak, a lovasság nagyobb kárt okoz az íjászoknak, az íjászok pedig a gyalogságnak. Ugyanez a kőa-papír-olló formáció létezik a három különféle típusú haditengerészeti egységeknél is – íjászhajók, ostromhajók és romboló hajók. Az ostrom egységek általában mentesülnek a kő-papír-olló modell alól, ám ehelyett képesek egyszerűen elpusztítani az épületeket, miközben ki vannak téve a lovasságnak. A hősök rendkívül hatékonyak a mitológiai egységek ellen, amelyek viszont nagy károkat okoznak az emberi egységek ellen. A hősök ereklyéket is gyűjthetnek, amelyek további gazdasági vagy katonai bónuszokat adnak a játékosnak, amikor a játékos templomába helyezik őket. A legtöbb egységet fejleszteni lehet, így jobban teljesítik bizonyos feladatokat.

### Épületek
A Age of Mythology-ban található épületek általában három kategóriába sorolhatók: gazdasági, katonai és védekező. A legfontosabb gazdasági épület a városközpont, amely hasonló az azonos nevű épülethez az Empires Age játék sorozatában. A legtöbb polgári egységet a városközpontban képzik. A legfontosabb, hogy a játékosok az épületen keresztül tudnak előre lépni a korszakokban. A városközpont 15 lakossági helyet biztosít, és további házak építése házanként 10 lakossági hellyel növeli a képezhető egységek férőhelyét. A hősies korban a játékosok településeket foglalhatnak el, melyre városközpontok építhetők, ami tovább növeli a népesség kapacitását. Egyes esetekben az összes városközpont birtoklása visszaszámlálást eredményez a győzelemhez. Egyéb gazdasági épületek közé tartozik a farm és a piac.
Az épületek fejlesztések kutatására képesek. Minden egységet, kivéve a polgárokat és a mitológiai egységeket, a katonai épületekben képzik. A katonai épületeket speciális katonai technológiák kutatására is használják, például páncélok és támadások fejlesztésére.
A falak és tornyok védekező szerkezetek, amelyek nem képesek egységek képzésére, és csak védelem céljából használhatóak. Fejleszthetőek, bár ezek általában csak a kutatást végző épület számára hasznosak.

### Szcenáriószerkesztő
Az Age of Mythology szerkesztője sokkal fejlettebb, mint elődje, a Age of Empires II pálya szerkesztője. A szokásos elhelyezési lehetőségek mellett a szerkesztő megkönnyíti a nagy hegyek és a meredek terep kialakítását.

### Kampány
Az Age of Empires és az Age of Empires II. kampánymódjaitól eltérően az Age of Mythologynak csak egy központi kampánya van. A kampány lényegesen hosszabb, mint a korábbi játékok kampányai, összesen 32 epizóddal.

### Többjátékos mód
A legtöbb multiplayer játékot az Ensemble Studios Online (ESO), vagy közvetlen LAN vagy IP kapcsolaton keresztül játszhatóak.
A multiplayer játékokban hét különböző játékmód érhető el:
- Supremacy- a szokásos játékmód – véletlenszerűen létrehozott térképet és minden játékmódot tartalmaz;
- A Conquest hasonló a supermacy-hoz, de a győzelem csak az összes többi játékos legyőzésével lehetséges
- A Deathmatch-ban a játékosok nagy erőforrásokkal kezdik a játékot, de a játék egyébként ugyanaz, mint a Supremacy;
- Lightning esetén a játékmenet megegyezik a Supremacy-val, de a játék kétszer nagyobb a normál sebességnél
- Nomad módban a játékosok egy civil egységgel indulnak, és nincs városközpont, és településre kell épülniük
- King of the Hill célja egy emlékmű irányítása a térkép közepén egy meghatározott ideig
- Hirtelen halál esetén a játékos veszít, ha megsemmisítik városközpontját, és nem tudja újjáépíteni egy meghatározott időn belül.

A többjátékos versenyek és a LAN-partik népszerűek voltak az egész világon, sok játékos rendezvényekre látogatott el, hogy részt vegyenek versenyeken.

## Kampány összefoglalása
Arkantosz atlantiszi admirális és háborús hős évek után visszaérkezik Atlantiszba, hogy találkozzon fiával, Kastorral. Ugyanakkor azt elrendeli az atlantiszi tanácsos, teokrata, Kriosz, hogy hajózzon Trójába, hogy segítse Agamemnónt a trójai háború során. Ekkor a szigetet krakenek és egy kalóz bandita csoport támadja meg, Kamos minótaurusz vezetésével. Miután Poszeidón szobrából ellopják a szigonyt, Arkantosz egy kalóz települést támad meg egy közeli szigeten, ahol visszaszerzi a szigonyt, bár Kamos elmenekül egy leviatánon és bosszút esküdik. Arkantosz visszaküldi a szigonyt Atlantiszba és elhajózik.
Arkantosz Trójába utazik, hogy segítsen Agamemnónnak. Trója elleni harcok sorozatát követően, Aiasz és Odüsszeusz segítségével, kidolgozzák a trójai faló terveit, és gyorsan megnyerik a háborút. Ezt követően Ajax azt ajánlja Arkantosnak, hogy hajózzon Ioklosba, hogy megjavítsa hajóit, amelyek túlságosan sérültek az Atlantiszba való visszautazáshoz. Megérkezéskor a kikötőt banditák támadták meg, akik bebörtönözték a kentaur Kheirónt. Kheirón megmentése után kiderül, hogy a banditák vezetője egy Kemsyt nevű ember.
Kheirón északra viszi őket, hogy megkeressék a többi foglyot, akik arra kényszerültek, hogy kiássák a bejáratot az alvilághoz. A hősök elpusztítják Gargarensis bázisát és szembeszállnak vele, de a bejárat segítségével elmenekül Ereboszba. A hősök Gargarensist követik az alvilágba. Gargarensis szembeszáll velük, és egy barlang összeomlását idézi elő, mielőtt elmenekül, és arra kényszeríti a hősöket, hogy más utat találjanak. A halottak segítségével eljutnak három templomhoz, amelyeket a görög isteneknek, Poszeidónnak, Zeusznak és Hadésznek szenteltek. Arkantosz imádkozik Atlantisz védőszentjéhez, Poszeidónnak segítségéért, de nem kap. Ezután imádkozik Zeusznak, aki lépcsőt emel nekik a felszínre.
A felszínt elérve Egyiptomban találják meg magukat, ahol segítséget nyújtanak egy Amanra nevű núbiai zsoldosvezetőnek a Kemsyt elleni küzdelemben. Elmondja, hogy az egyiptomi istent Oziriszt megölte Széth, aki segíti Gargarensist. Amanra azt tervezi, hogy újraegyesíti Ozirisz sivatagi részén szétszórt testrészeit, hogy feltámassza őt. Ez idő alatt Arkantosz elalszik, és találkozik Athénéval álmaiban, aki felfedi, Gargarensis terveit:
Korábban a Földet a titánok Kronosz vezetése alatt uralták. Zeusz megállította Kronoszot és bebörtönözte a Tartaroszba. Poszeidón, aki irigy a Zeusz hatalmára, megpróbálja megszabadítani Kronoszt és a titánokat Zeusz elpusztítása érdekében. Gargarensis segíti őt, mert Poszeidón és Kronosz halhatatlanságot ígér neki. Athéné arra kéri Arkantoszt, hogy minden áron állítsa le a Gargarensist, mivel Zeusz maga nem tud beavatkozni.
Annak érdekében, hogy megállítsák Arkantosz Aiasszal utazik, míg Amanra és Kheirón külön vállnak Ozirisz darabjainak megtalálására. Amanra északra megy, ahol Kemsyt erődjét megtalálja egy szigeten. A közeli falusiak segítségével megszerzi a lopott darabot, de Kemsyt elmenekül. Kheirón megtalálja és visszanyer egy újabb darabot, amely egy hatalmas tamariska fa alatt van elrejtve, az északiak is segítenek, akik megpróbálják megállítani a Ragnarököt. Eközben Arkantosz és Aiasz megtalálja az utolsó darabot Kamos fő erődjében. Arkantosz támadja meg az erődöt, biztonságba helyezi a darabot, és leszúrja Kamost.
A hősök az összes darabot összegyűjtik Ozirisz piramisa előtt, aki megakadályozza az alvilág kapujának kinyitását és legyőzi Gargarensis hadseregét. A menekültek északra távoznak.
Gargarensis után Aiasz és Arkantosz egy sziget partján találják Odüsszeusz roncshajóját, és ezért úgy döntenek, hogy partra szállnak. vadkant a varázslónő Kirké az összes férfit vadkanná változtatja. Egy templom segítségével leveszik magukról az átkot és megsemmisítik Kirké erődjét. Odüsszeusz folytatja hazautazását, Arkantosz és Aiasz pedig észak felé tart.
Amikor elérték a fagyos Skandináviát, a törpe testvérek, Brokk és Eitri útmutatást adnak az alvilághoz, cserébe az óriások elűzéséért. Később egy idős ember, Skult zászlót ad nekik a skandináv klánok egyesítésére. Ehelyett a klánok feldühödtek, és a hősök arra kényszerülnek, hogy legyőzzék vezetőiket. A zászlóról kiderül, hogy a gonosz óriás Folstag zászlaja, és Skult, aki valójában Loki isten álruhában, Gargarensis másik szövetségese.
A valkűr Reginleif segítségével, a hősök Gargarensisre és a Tartarosz kapujára akadnak. A skandináv Niflheim alvilágban tűz óriások üldözik őket, a megmeneküléshez Khierón kénytelen feláldozni magát. Amíg Gargarensis megpróbálja kinyitni a kaput, Brokk és Eitri újjáépítették Thor kalapácsát, hogy a befejezés után az lezárja a kaput. A felszínen Odüsszeusz segítségével szembeszállnak Gargarensis-szal, aki megtéveszti őket és Kemsytet fejezik le helyette.
Arkantosz visszahajózik Atlantiszba. Amikor kiemeli Gargarensis fejét, hogy az árbóchoz rögzítse azt rájön, hogy a fej valójában Kemsyté. Gargarensis még mindig életben van, és megpróbálja betörni az utolsó kaput, amely Atlantisz központjában található. Gargarensis elfoglalta és megerősítette Atlantiszt, maga Poszeidón pedig megszállja a róla mintázott szobrot, hogy megvédje őt. Arkantosz csodát épít Zeusznak és megszerzi áldását, istenszerű hatalmat adva neki, és lehetővé téve számára, hogy szembeszálljon Gargarensisszel és a Poszeidón élő szobrával. Új hatalmával Arkantosz legyőzi a szobrot, mely halála közben leszúrja Gargarensis-t szigonyával. Egész Atlantisz összeomlik és az óceánba süllyed, Arkantosszal együtt. A megmaradt hősök elhaladnak a túlélő atlantisziakkal, Athéné újraéleszti Arkantoszt, és megjutalmazza őt azzal, hogy istené teszi.

### Az arany ajándék
A kampány Brokk és Eitri, a törpék kalandjait követi, akik az eredeti kampányban is megjelentek. A kampány két szálon fut. A törpék célja egy óriási arany vaddisznó létrehozása, amelyet felajánlanak a skandináv istennek, Freyának. Míg Brokk külön dolgozik Skult figyelmezteti őt, hogy Eitri előkészíti a vaddisznót testvére nélkül. Amíg a testvérek versenyeznek a vaddisznó kovácsolásában, Skult ellopja a kész darabot, és Loki erődében tartja. A testvérek végül megtámadják a bázist, és a vadkan megtalálása után felkínálják azt Freyának.

## Fejlesztés
Az Ensemble Studios az első teljesen 3D-s motoron dolgozott, amikor az Age of Empires II: The Age of Kings fejlesztését is végezték. Az Age of Mythology kialakításakor az Ensemble Studios úgy döntött, hogy eltávolodnak az Age of Empires sorozat történetének központjától, hogy elkerüljék az elakadást és az ismétlődést. Ez lehetővé tette számukra, hogy új ötletekkel és koncepciókkal dolgozzanak.
A 2002. szeptemberi játék bejelentését követően egy próbaverziót tettek közzé. A játék kampányának öt epizódját és két véletlenszerű térképet tartalmazott. A próbaverzióban a játékos csak a Zeuszt választhatta ki, de kilenc isten elérhető a játék teljes verziójában.  Vita volt az Age of Mythology kiegyensúlyozatlan isteni erők kapcsán. Az Mythology Age a fejlesztési szakaszában nagy mennyiségű béta-tesztelésen ment keresztül, mivel az Ensemble Studios megpróbált egy kiegyensúlyozottabb és versenyképesebb játékot létrehozni, mint elődei. Greg T. Street megjegyezte, hogy az Age of Mythology azért vált annyira népszerűvé, mert a fejlesztőcsapat sok órát töltött a játékkal az aktív tesztelésen keresztül.

### Zene
A hivatalos játékzene 2002. október 22-én jelent meg "Sumthing Else" lemezcím alatt. A célt Stephen Rippy és Kevin McMullan írta. A Rippy olyan zenészeket említ, mint Peter Gabriel, Tuatara, Bill Laswell, Talvin Singh és Tchad Blake, mint a hangzás inspirációját.

## Bővítmények és más verziók

### A titánok
Az Age of Mythology: A Titánok egy kibővítménye az alap játéknak amelyet 2003. szeptember 30-án adtak ki. A bővítés új kultúrát, az atlantisziakat, és számos új egységet, többek között a titánokat vezették be. A kritikusok és a rajongók lelkesedéssel fogadták a bővítést, bár annak értékelése átlagosan kissé alacsonyabb volt, mint az eredeti változaté.

### Bővített kiadás
Age of Mythology: Extended Edition egy olyan összeállítás, amely magába foglalja a fő játékot és a The Titans bővítést. Hozzáadták a Steamworks integrációt, a Twitch támogatást, a továbbfejlesztett megfigyelő módot, a natív HD szélesvásznú képernyőt, valamint a jobb víz grafikát és világítást. 2014. május 8-án jelent meg. A bővített kiadást a SkyBox Labs fejlesztette ki.

### Sárkánymese
2015. szeptember 18-án új bővítést jelentettek be, a Tale of the Dragon-t. A SkyBox Labs és az Forgotten Empires közösen fejlesztették ki, ez utóbbi az Age of Empire II új fejlesztésén dolgozott. A bővítés új kultúrát hozott létre, a kínait, a fő istenekkel, Fu-hszi-val, Nü-va -val és Sen-nung-al. A bővítés új kampányt, többjátékos térképeket és egyéb funkciókat is tartalmaz. A játék 2016. január 28-án jelent meg.

## Fogadtatás
Az Egyesült Államokban az Age of Mythology 870 000 példányt adott el, és 2006. augusztusáig, 2002. októberi megjelenése után, 31,9 millió dollár bevételt hozott. Ez volt az ország 10. legkelendőbb számítógépes játékja 2000. január és 2006. augusztus között. A játék és a Titans vegyüttes értékesítése 2006 augusztusáig elérte az 1,3 millió egységet az Egyesült Államokban. Az Age of Mythology "Arany" értékesítési díjat kapott a Entertainment and Leisure Software Publishers Association-től (ELSPA) amely legalább 200 000 példány eladását jelentette az Egyesült Királyságban.

### Kritikai fogadtatás
Az  Age of Mythology kritikai elismerést kapott, becslések szerint egymillió darabot értékesített a kiadásától számított öt hónapon belül.

## Fordítás
- Ez a szócikk részben vagy egészben  az   Age of Mythology című angol Wikipédia-szócikk ezen változatának fordításán alapul.  Az eredeti cikk szerkesztőit annak laptörténete sorolja fel. Ez a jelzés csupán a megfogalmazás eredetét és a szerzői jogokat jelzi, nem szolgál a cikkben szereplő információk forrásmegjelöléseként.